# Psyllaephagus gorodkovi
Psyllaephagus gorodkovi är en stekelart som beskrevs av Trjapitzin 1986. Psyllaephagus gorodkovi ingår i släktet Psyllaephagus och familjen sköldlussteklar.
Artens utbredningsområde är Kazakstan. Inga underarter finns listade i Catalogue of Life.